# Tuffi ai campionati mondiali di nuoto 2023 - Trampolino 3 metri femminile
La gara dei tuffi dal trampolino 3 metri femminile dei campionati mondiali di nuoto 2023 è stata disputata il 20 e 21 luglio 2023 presso la Fukuoka Prefectural Pool di Fukuoka. La gara, a cui hanno preso parte 51 atlete provenienti da 33 nazioni, si è svolta in tre turni, in ognuno dei quali l'atleta ha eseguito una serie di cinque tuffi.
Le dodici tuffatrici qualificate per la finale hanno anche ottenuto il pass per le Olimpiadi di Parigi 2024.
La competizione è stata vinta dalla tuffatrice cinese Chen Yiwen, mentre l'argento e il bronzo sono andati rispettivamente alla connazionale Chang Yani e alla canadese Pamela Ware.

## Programma
| Data           | Ora (UTC+9) | Turno       |
| -------------- | ----------- | ----------- |
| 20 luglio 2023 | 09:00       | Preliminari |
| 20 luglio 2023 | 14:30       | Semifinale  |
| 21 luglio 2023 | 18:00       | Finale      |

## Risultati
| Pos.    | Atleta                 | Nazionalità   | Preliminari | Preliminari | Semifinale      | Semifinale      | Finale          | Finale          |
| Pos.    | Atleta                 | Nazionalità   | Punti       | Pos.        | Punti           | Pos.            | Punti           | Pos.            |
| ------- | ---------------------- | ------------- | ----------- | ----------- | --------------- | --------------- | --------------- | --------------- |
| Oro     | Chen Yiwen             | Cina          | 355,00      | 1           | 363,70          | 1               | 359,50          | 1               |
| Argento | Chang Yani             | Cina          | 303,60      | 4           | 354,75          | 2               | 341,50          | 2               |
| Bronzo  | Pamela Ware            | Canada        | 304,95      | 3           | 332,40          | 4               | 332,00          | 3               |
| 4       | Maddison Keeney        | Australia     | 301,00      | 6           | 319,75          | 6               | 327,95          | 4               |
| 5       | Chiara Pellacani       | Italia        | 277,70      | 14          | 304,95          | 8               | 308,15          | 5               |
| 6       | Hailey Hernandez       | Stati Uniti   | 277,45      | 16          | 291,75          | 12              | 307,15          | 6               |
| 7       | Sayaka Mikami          | Giappone      | 316,05      | 2           | 340,55          | 3               | 305,25          | 7               |
| 8       | Emilia Nilsson Garip   | Svezia        | 289,80      | 8           | 308,15          | 7               | 302,00          | 8               |
| 9       | Scarlett Mew Jensen    | Gran Bretagna | 288,60      | 10          | 302,05          | 10              | 299,10          | 9               |
| 10      | Julia Vincent          | Sudafrica     | 277,70      | 14          | 295,95          | 11              | 297,30          | 10              |
| 11      | Sarah Bacon            | Stati Uniti   | 292,05      | 7           | 320,10          | 5               | 293,20          | 11              |
| 12      | Elena Bertocchi        | Italia        | 284,85      | 12          | 303,05          | 9               | 269,65          | 12              |
| 13      | Carolina Mendoza       | Messico       | 276,15      | 18          | 289,75          | 13              | Non qualificati | Non qualificati |
| 14      | Elizabeth Roussel      | Nuova Zelanda | 277,10      | 17          | 287,60          | 14              | Non qualificati | Non qualificati |
| 15      | Nur Dhabitah Sabri     | Malaysia      | 303,55      | 5           | 285,45          | 15              | Non qualificati | Non qualificati |
| 16      | Kim Su-ji              | Corea del Sud | 285,05      | 11          | 283,60          | 16              | Non qualificati | Non qualificati |
| 17      | Clare Cryan            | Irlanda       | 289,55      | 9           | 283,45          | 17              | Non qualificati | Non qualificati |
| 18      | Lena Hentschel         | Germania      | 282,65      | 13          | 225,30          | 18              | Non qualificati | Non qualificati |
| 19      | Georgia Sheehan        | Australia     | 274,90      | 19          | Non qualificati | Non qualificati | Non qualificati | Non qualificati |
| 19      | Jana Lisa Rother       | Germania      | 274,90      | 19          | Non qualificati | Non qualificati | Non qualificati | Non qualificati |
| 21      | Mia Vallée             | Canada        | 274,80      | 21          | Non qualificati | Non qualificati | Non qualificati | Non qualificati |
| 22      | Michelle Heimberg      | Svizzera      | 271,85      | 22          | Non qualificati | Non qualificati | Non qualificati | Non qualificati |
| 23      | Elna Widerström        | Svezia        | 270,90      | 23          | Non qualificati | Non qualificati | Non qualificati | Non qualificati |
| 24      | Yasmin Harper          | Gran Bretagna | 266,10      | 24          | Non qualificati | Non qualificati | Non qualificati | Non qualificati |
| 25      | Helle Tuxen            | Norvegia      | 262,45      | 25          | Non qualificati | Non qualificati | Non qualificati | Non qualificati |
| 26      | Daniela Zapata         | Colombia      | 262,40      | 26          | Non qualificati | Non qualificati | Non qualificati | Non qualificati |
| 27      | Gladies Haga           | Indonesia     | 255,20      | 27          | Non qualificati | Non qualificati | Non qualificati | Non qualificati |
| 28      | Anisley García Navarro | Cuba          | 254,10      | 28          | Non qualificati | Non qualificati | Non qualificati | Non qualificati |
| 29      | Nais Gillet            | Francia       | 253,90      | 29          | Non qualificati | Non qualificati | Non qualificati | Non qualificati |
| 30      | Anna Santos            | Brasile       | 251,60      | 30          | Non qualificati | Non qualificati | Non qualificati | Non qualificati |
| 31      | Prisis Ruiz            | Cuba          | 250,80      | 31          | Non qualificati | Non qualificati | Non qualificati | Non qualificati |
| 32      | Elizabeth Pérez        | Venezuela     | 233,90      | 32          | Non qualificati | Non qualificati | Non qualificati | Non qualificati |
| 33      | Kaja Skrzek            | Polonia       | 233,55      | 33          | Non qualificati | Non qualificati | Non qualificati | Non qualificati |
| 34      | Haruka Enomoto         | Giappone      | 232,80      | 34          | Non qualificati | Non qualificati | Non qualificati | Non qualificati |
| 35      | Rocío Velázquez        | Spagna        | 230,65      | 35          | Non qualificati | Non qualificati | Non qualificati | Non qualificati |
| 36      | Ng Yan Yee             | Malaysia      | 229,25      | 36          | Non qualificati | Non qualificati | Non qualificati | Non qualificati |
| 37      | Park Ha-reum           | Corea del Sud | 227,05      | 37          | Non qualificati | Non qualificati | Non qualificati | Non qualificati |
| 38      | Maha Eissa             | Egitto        | 219,75      | 38          | Non qualificati | Non qualificati | Non qualificati | Non qualificati |
| 39      | Arantxa Chávez         | Messico       | 218,70      | 39          | Non qualificati | Non qualificati | Non qualificati | Non qualificati |
| 40      | Estilla Mosena         | Ungheria      | 215,80      | 40          | Non qualificati | Non qualificati | Non qualificati | Non qualificati |
| 41      | Celine van Duijn       | Paesi Bassi   | 214,60      | 41          | Non qualificati | Non qualificati | Non qualificati | Non qualificati |
| 42      | Juliette Landi         | Francia       | 211,10      | 42          | Non qualificati | Non qualificati | Non qualificati | Non qualificati |
| 43      | Ana Ricci              | Perù          | 207,75      | 43          | Non qualificati | Non qualificati | Non qualificati | Non qualificati |
| 44      | Ashlee Tan Yi Xuan     | Singapore     | 204,40      | 44          | Non qualificati | Non qualificati | Non qualificati | Non qualificati |
| 45      | Lauren Hallaselkä      | Finlandia     | 193,35      | 45          | Non qualificati | Non qualificati | Non qualificati | Non qualificati |
| 46      | Elizabeth Miclau       | Porto Rico    | 193,05      | 46          | Non qualificati | Non qualificati | Non qualificati | Non qualificati |
| 47      | Patrícia Kun           | Ungheria      | 189,30      | 47          | Non qualificati | Non qualificati | Non qualificati | Non qualificati |
| 48      | Amelie-Enya Forster    | Romania       | 188,95      | 48          | Non qualificati | Non qualificati | Non qualificati | Non qualificati |
| 49      | Bailey Heydra          | Sudafrica     | 188,40      | 49          | Non qualificati | Non qualificati | Non qualificati | Non qualificati |
| 50      | Caroline Kupka         | Norvegia      | 184,70      | 50          | Non qualificati | Non qualificati | Non qualificati | Non qualificati |
|         | Luana Lira             | Brasile       | Ritirata    | Ritirata    | Ritirata        | Ritirata        | Ritirata        | Ritirata        |
|         | Maggie Squire          | Nuova Zelanda | DNS         | DNS         | DNS             | DNS             | DNS             | DNS             |